# Sebaj

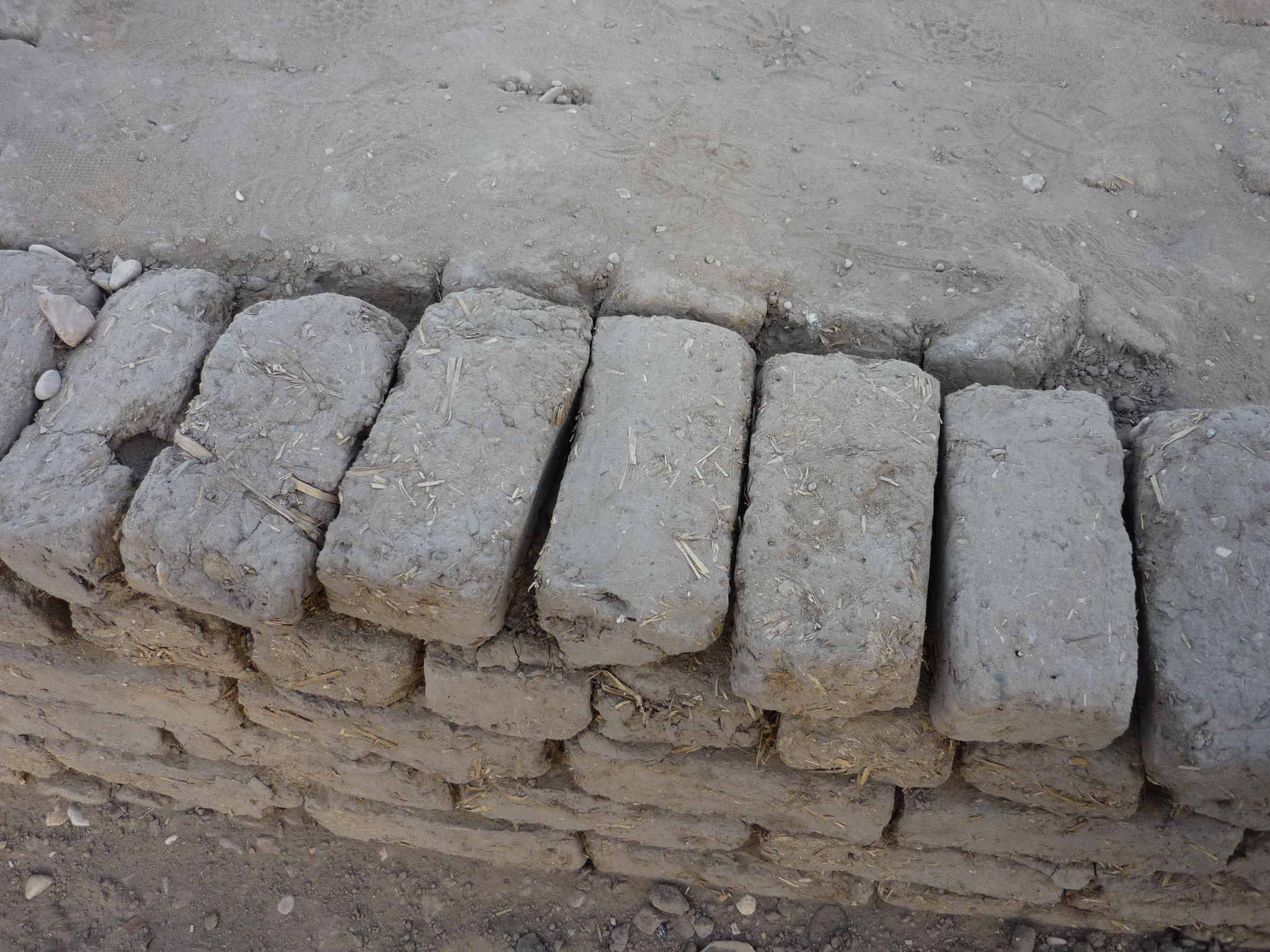
Ladrillos de lodo de la Dinastía XXX de Egipto, encontrados en Luxor. Estos ladrillos eran frecuentemente usados para crear el sebaj

Sebaj (en árabe, سباخ, transcrita, aunque con menor frecuencia, como sebbaj) es una palabra árabe que se traduce como «fertilizante». En inglés, el término se usa principalmente para describir los restos de los ladrillos de adobe de los yacimientos arqueológicos; un material orgánico que puede emplearse como fertilizante y como combustible.

## Composición
La mayoría del sebaj está compuesto por ladrillos de adobe antiguos y deteriorados. El ladrillo de adobe era el principal material de construcción en el antiguo Egipto. Este material está compuesto por el barro mezclado con el abono nitroso del heno y los rastrojos con los que fueron elaborados originalmente los ladrillos para darles mayor resistencia antes de ser secados al sol.

## Relativo a la arqueología
En Egipto, a finales del siglo XIX y principios del XX, era una práctica común que los campesinos obtuvieran permisos del gobierno para eliminar este material de antiguos montículos; a dichos campesinos se les conocía como «sebajin». Los montículos que indican la ubicación de antiguas ciudades también se conocen como tell o tel. Un yacimiento arqueológico podía proporcionar una excelente fuente de sebaj, porque los restos orgánicos descompuestos crean un suelo muy rico en nitrógeno. El nitrógeno es un componente esencial en los fertilizantes utilizados para el cultivo de plantas. Desafortunadamente, con su proceder, los campesinos destruyeron numerosos hallazgos arqueológicos potencialmente valiosos. Sin embargo, la extracción de sebaj también llevó al descubrimiento de hallazgos arqueológicos que de otra manera podrían no haber sido detectados.

## Amarna
El sebaj se asocia normalmente con el yacimiento de Amarna (en árabe, لعمارنة al-‘amārnä). En 1887, un habitante local que estaba excavando en los depósitos de sebaj descubrió por casualidad más de 300 tablillas cuneiformes que resultaron ser archivos de correspondencia faraónica. Estas tablillas, conocidas como las cartas de Amarna, han proporcionado datos históricos y cronológicos muy valiosos, así como información sobre las relaciones diplomáticas de los egipcios con sus vecinos en aquella época.